# Morska Wola
Morska Wola foi uma colônia agrícola polonesa estabelecida na localidade de Faxinal de Catanduvas, área rural do município de Cândido de Abreu, no estado do Paraná.
A colônia Morska Wola foi fundada em 1934 pela Colonizadora Liga Marítima (LMiK - Liga Morska i Kolonialna), que adquiriu terras na localidade de Faxinal de Catanduvas, no vale do rio Ivaí. Essa região durante o século XIX recebeu imigrantes poloneses, ucranianos, alemães e franceses, onde muitos colonos haviam se estabelecidos na Colônia Federal Cândido de Abreu e na Colônia Teresa Cristina.

## História
Até a década de 1930 o Paraná já contava com muitos imigrantes eslavos, onde 100 a 150 mil eram poloneses. O governo paranaense permitiu a LMiK a realizar empreendimentos no interior do estado, com a intenção de assentar novos colonos poloneses que estavam interessados em deixar a Europa e contribuir com a economia do Paraná. O governo polonês demonstrou interesse em colonizar diversas localidades na América e África, o que incluiu o Brasil. Em 1933, a LMiK iniciou atividades no Brasil de acordo com a iniciativa de Władysław Raczkiewicz, e com o apoio de Stefan Strzemieński que presidiu a LMiK e esteve no Paraná com o intuito de fundar novas colônias essencialmente polacas.
A LMiK protocolou um pedido ao estado do Paraná em janeiro de 1934 para explorar áreas com possível interesse habitacional e com terras férteis com potencial produtivo para desenvolver atividades agropecuárias. A LMiK manifestou interesse nas terras no vale do rio Ivaí. Essas áreas eram disputadas por indígenas caingangues, que não conseguiam legitimar a posse. A colonizadora protocolou um novo pedido em abril de 1934. No dia 4 de maio de 1934 o Conselho Consultivo do Paraná emitiu parecer favorável para a LMiK iniciar a colonização de terras. O decreto número 1389 de 6 de junho de 1934 realizou o contrato do governo do estado e a LMiK, onde a colonizadora teria que finalizar o parcelamento dos lotes e 60 dias para localizar colonos "morigerados e de saúde perfeita", sendo permitido no máximo 4 lotes por família.
De acordo com o contrato firmado, foi oferecido uma área com aproximadamente 6890 hectares de terras devolutas no Faxinal dos Catanduvas, tendo como limites: ao norte pelo rio Ubazinho; a oeste e sul pelo rio Baile; ainda pelo sul por linhas secas e pela Estrada de Linha Três Bicos; e a leste por duas linhas secas que separavam da posse de Reinaldo Diniz Pereira.
As terras da Colônia Morska Wola faziam parte do município de Reserva e foram divididas em duas partes, a primeira em 286 lotes de 25 hectares, e a segunda em 62 lotes de 100 x 60 metros. A empresa colonizadora construiu estadas, destinou lotes para instituições públicas, como escola, hospital, farmácia, agência postal, igreja.
A colônia recebeu o nome de Worska Wola, em homenagem ao navio MS Morska Wola ("Desejo Marítimo"), que trouxe os imigrantes polacos para o continente americano.
Por volta de 1936 cerca de 75 famílias viviam na colônia, totalizando aproximadamente 350 pessoas. Em 1937 eram 116 famílias, tendo a colônia 50% da sua capacidade ocupada. Nesta época, muitos imigrantes que vinham da Polônia, optaram por se fixar na Argentina.
Com a ascensão do governo de Getúlio Vargas e a imposição de restrições de estrangeiros no Brasil, em maio de 1938 as atividades da LMiK foram suspensas e seus direitos entregues à Cia. de Compra e Venda de Terras Paranaense Ltda. Em 1939 cerca de 195 famílias habitavam a colônia, sendo 700 pessoas.